# سیسینیوس
پاپ سیسینیوس (به انگلیسی: Sisinnius) یکی از پاپ‌های کلیسای کاتولیک رم بود که در سوریه به دنیا آمد و از ۷۰۸ تا ۷۰۸ میلادی پاپ بود.